# Arturo Prat Carvajal
Arturo Prat Carvajal (Valparaíso, 6 de marzo de 1878-Santiago, 26 de abril de 1942) fue un político y abogado chileno, que ejerció como ministro de Hacienda en el gobierno de Juan Luis Sanfuentes y la vicepresidencia de Manuel Trucco.
Fue hijo del héroe naval de Chile, Arturo Prat Chacón.

## Primeros años de vida
Hijo del capitán de fragata Arturo Prat Chacón, héroe del combate naval de Iquique, y de Carmela Carvajal Briones.   
No siguió la carrera de marino, como su padre, pero sí se graduó de abogado como él, estudiando en la Universidad de Chile, de donde se tituló en septiembre de 1904. Ejerció su profesión en Valparaíso, especializándose en casos financieros.
Viajó a Europa, de donde regresó en 1910 tras estudiar en Madrid un curso de Economía Política, además de Legislación Comercial. 
Aprovechó de contraer matrimonio en el Viejo Continente con Blanca Echaurren Clark en 1909, una joven aristocrática chilena que vivía desde 1901 en España, con quien regresó a Chile.

## Vida pública
Militante del Partido Nacional o monttvarista, fue elegido Diputado por Tarapacá (1915-1918) y por Temuco (1918-1921), integrando en estos períodos la Comisión permanente de Legislación y Justicia, además de la de Hacienda.
Fue Ministro de Hacienda entre 1916 y 1917, y de nuevo en 1931, este último nombramiento con el fin de calmar a los marinos sublevados en el norte del país. Con posterioridad se retiró de la política, dedicándose a sus negocios personales. Uno de sus hijos, Jorge Prat, sería también ministro de Hacienda en 1954.